# ヌミノーゼ
ヌミノーゼ(Numinose)とはドイツの神学者ルドルフ・オットーが定義した概念である。オットーは「聖なるもの」のうち合理的な理解にかなう部分を除けた概念をヌミノーゼと呼んだ。

## 概説
オットーは『聖なるもの』(1917年、邦訳 岩波文庫)の中で、真・善・美の理想を求めるカント的理性宗教に対して、非合理的かつ直接的な経験こそが「聖なるもの」であると述べた。これを、ラテン語で「神威」を意味する"numen"から取った"das Numinose"という造語で規定した。神への信仰心、超自然現象、聖なるもの、宗教上神聖なものおよび、先験的なものに触れることで沸き起こる感情のことを指す。
ヌミノーゼ体験の特徴として以下のような点が挙げられる。
- 宗教体験により原始的な感情が沸き立つものである
- 概念の把握が不可能で説明し難い
- 畏怖と魅惑という相反する感情を伴い、身体の内面から特殊な感情が沸き起こるものである
- 絶対他者の存在を感じさせ、人間が本来備えるプリミティブな感覚により直感するものである

## 絶対他者との遭遇
オットーは『聖なるもの』でヌミノーゼを二つの切り口に分けて説明している。それは戦慄的な神秘(Mysterium tremendum)と魅力的な神秘(Mysterium fascinans)の二つの面である。たとえそれが予期していたものであっても、絶対他者との遭遇は逃げ出したくなるような恐怖を伴うものである。それと同時に、恐ろしい、身の毛もよだつような体験とは、「こわいもの見たさ」と言われるようにしばし魅惑を含んだものとなる。このようにヌミノーゼは戦慄と魅了という二律背反的な要素を内包する。オットーは聖なるもの、あるいは神そのものを議論の俎上に載せるのではなく、それが人間の感覚にどのように影響するかを重要視した。このような価値観は、その後の宗教学や文化史に大きな影響を与えた。